# Alphonse-Marie Parent
Pour les articles homonymes, voir Parent.
Alphonse-Marie Parent, né à Saint-Jean-Chrysostome le 2 avril 1906 et mort le 7 octobre 1970, est un prêtre catholique et un éducateur québécois. Il est surtout connu pour avoir donné son nom à la commission Parent sur la réforme du système éducatif.

## Biographie
Né en 1906 à Saint-Jean-Chrysostome, il étudie au Séminaire de Québec et au Collège de Sainte-Anne-de-la-Pocatière. Ordonné prêtre en 1929, il obtient son doctorat en philosophie à l'Université catholique de Louvain.
Pendant les années 1940, il est au service personnel de la famille impériale autrichienne et du pape Pie XII. Travaillant à l'Université Laval, il est vice-recteur de 1949 à 1954, puis recteur jusqu'en 1960. En 1945, il fonde avec le philosophe Charles De Koninck la revue savante Laval théologique et philosophique.
Président de la Commission d'enquête sur l'enseignement du Québec (surnommée la Commission Parent) de 1961 à 1966, il établit des réformes durables sur toute la structure pédagogique provinciale qui a créé le réseau des collèges d'enseignement général et professionnel (cégeps). 
Il est décédé en 1970, à l'âge de 64 ans. Ses funérailles ont lieu à la cathédrale Notre-Dame de Québec.

## Honneurs
- Membre de la Société royale du Canada
- Médaille Gloire de l'Escolle (1968)
- Ordre du Canada
- Pavillon Alphonse-Marie Parent de l'Université Laval
- École secondaire Mgr Alphonse-Marie Parent
- Commission Parent (Commission d'enquête sur l'enseignement du Québec)